# Schiffswerft Neckermann & Hofmann
Die Schiffswerft Neckermann & Hofmann war eine Binnenschiffswerft in Würzburg, die – mit Vorgängerwerften – von 1907 bis 1983 bestand. Haupttätigkeit war die Wartung und Reparatur von Schiffen und Motoren, der Neubau spielte eine untergeordnete Rolle.

## Geschichte

### Vorgeschichte
1907 erfolgte die Gründung der späteren Schiffswerft Neckermann & Hofmann durch Stühler senior im Neuen Hafen. Über seinen kleinen Betrieb, den er mit seinem Sohn Karl Stühler führte, liegen kaum Informationen vor. Karl Stühler schied um 1936 aus dem Betrieb aus und gründete mit Johann Hupp eine eigene Werft in Heidingsfeld, bevor dieser die Schiffswerft Johann Hupp gründete. Stühler senior verpachtete schließlich den Betrieb 1943 an Fritz und Frieda Neckermann. Fritz Neckermann hatte bis dahin in seiner Motorenwerkstatt auch Schiffsmotoren für die Werft repariert.

### Nachkriegstätigkeiten
Nach dem Zweiten Weltkrieg nahmen Fritz und Frieda Neckermann 1947 den Kaufmann Hans Hofmann in die Geschäftsführung auf, der zuvor bei der Reederei Väth tätig war. Er entwickelte sich zur treibenden Kraft der Werft. Noch im gleichen Jahr erweiterte die Werft ihre Helling auf 60 Meter. Hauptaktivitäten waren nach dem Krieg die Reparatur von Binnenschiffen sowie der Wiederzusammenbau von Donauschiffen. Diese waren für die Überführung zum Rhein von der Deggendorfer Werft in vier Teile zerlegt und mit Tiefladern zum Main transportiert worden. Oberhalb der Schiffswerft Neckermann & Hofmann vernieteten und verschweißten Arbeiter der Deggendorfer und Schiffswerft Neckermann & Hofman die Schiffe, damit sie auf eigenem Kiel zum Rhein fahren konnten. Wie bei der nahe gelegenen Hupp-Werft wird die damals weit verbreitete Motorisierung von Schleppkähnen zu Gütermotorschiffen ebenfalls durchgeführt worden sein.

### Erweiterungen der Werft
In den 1950er Jahren erweiterte die Werft ihre Ausstattung und ihr Leistungsspektrum. 1957 errichtete der Betrieb eine eigene Schiffbauhalle, die 55 Meter lang und 10 Meter breit war. 1959 erweiterte die Werft ihre Hellingsanlagen durch eine zweite, 70 Meter lange Helling, die in den Uferfels gesprengt wurde. Nach eigenen Angaben der Werft wurden bis zu diesem Zeitpunkt rund 1400 Schiffe aufgeslipt. Baulich folgte 1963 ein Schiffsanlegeplatz mit 160 Meter Länge, 25 Meter Breite und 3 Metern Wassertiefe.
Die Erweiterungen verdeutlichen die gestiegene Auftragslage der Werft. Inzwischen hatte sich auch den Neubau von Schiffen aufgenommen, zu dem nur vereinzelte Informationen vorliegen. Der erste und einzige Bau eines Passagierschiffes erfolgte mit der Undine im Jahr 1959, die auch 2021 noch in Fahrt war. Etwa 1960 folgte ein Gütermotorschiff mit 200 Tonnen Tragfähigkeit und 35 Metern Länge, die Einigkeit. Zwischen 1959 und 1965 wurden zudem fünf Boote für die Wasserschutzpolizei Bayerns gebaut.

### Ende des Werftbetriebes
Schwerpunkt der Werft blieben durchgehend Reparatur- und Wartungsarbeiten sowie der Motorentausch. Die Werft war zugleich örtlicher Händler und Serviceadresse der Motorenfabrik Hatz. Ab der zweiten Hälfte der 1970er Jahre gingen die Aufträge für Reparaturen und Neubauten zurück. 1983 wurde der Betrieb eingestellt und die Helling abgebaut.

## Spätere Nutzung des Geländes
Nach der Betriebseinstellung siedelte sich auf dem Gelände der Werft die Firma Baso Stahlhandel an. Heute ist die ehemalige Werft Zweigstelle der Lotter GmbH, einem Großhändler für Baustoffe und Baumaterialien aus Ludwigsburg. Der Würzburger Zweigbetrieb dient als Biegebetrieb für das Bearbeiten von Betonstahl und Lagermatten.

## Bauliste (Auswahl)
| Name      | Jahr     | Schiffstyp       | Größenangabe oder Anzahl Fahrgäste    | Auftraggeber                                  | Anmerkungen |
| --------- | -------- | ---------------- | ------------------------------------- | --------------------------------------------- | --- |
| Undine    | 1959     | Fahrgastschiff   | 250 Fahrgäste, 36,25 Meter            | Fränkische Personenschifffahrt, Würzburg      | einziges Passagierschiff der Werft, 1963 ausgebrannt und auf Schiffswerft Johann Hupp neu aufgebaut; 2023 bei der Frankischen PersonenSchifffahrt in Fahrt; |
| WSP 20    | 1959     | Polizeiboot      | 11,27 × 2,35 × 0,75 Meter             | Wasserschutzpolizei Bayern                    | stationiert in Würzburg; Näheres nicht bekannt; |
| WSP 24    | 1959     | Polizeiboot      | 11,27 × 2,35 × 0,75 Meter             | Wasserschutzpolizei Bayern                    | stationiert in Aschaffenburg; Näheres nicht bekannt; |
| Einigkeit | ca. 1960 | Gütermotorschiff | 200 Tonnen, 35,00 × 5,50 × 1,80 Meter | Arbeitsgemeinschaft Sand und Kies, Ochsenfurt | nach 1970 abgebrochen; |
| WSP 21    | 1962     | Polizeiboot      | 11,27 × 2,35 × 0,75 Meter             | Wasserschutzpolizei Bayern                    | stationiert in Bamberg, im Oktober 1972 umregistriert zu WSP 42, 1981 außer Dienst;                                                                         |
| WSP 23    | 1963     | Polizeiboot      | 11,27 × 2,35 × 0,75 Meter             | Wasserschutzpolizei Bayern                    | stationiert in Schweinfurt; 1982 außer Dienst und versteigert;                                                                                              |
| WSP 22    | 1965     | Polizeiboot      | 11,27 × 2,35 × 0,75 Meter             | Wasserschutzpolizei Bayern                    | stationiert in Lohr; Näheres nicht bekannt; |